# Willi Seiß

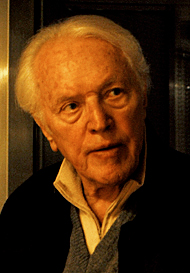
Willi Seiß (2010)

Willi Seiß (* 12. November 1922 in Stuttgart; † 25. Januar 2013) war ein deutscher christlicher Esoteriker und Anthroposoph. Er hat die Heimschule Brachenreuthe in Überlingen am Bodensee gegründet und gab die Werke Valentin Tombergs heraus.

## Leben
Nachdem Willi Seiß in seiner Jugend aktiver Ruderer war und eine kaufmännische Lehre begonnen hatte, kehrte er nach den Kriegsjahren als 22-Jähriger in das zerstörte Stuttgart zurück. Statt wie zunächst geplant in der Wirtschaftsoberschule mit dem Abitur abzuschließen, besuchte er die Waldorfschule. Hier lernte er einige der „alten“ Waldorflehrer kennen, etwa Herbert Hahn, Karl Schubert und Max Wolffhügel. In dieser Zeit begann er auch, die Werke Rudolf Steiners zu studieren.
Nach einer Begegnung mit Karl König siedelte Willi Seiß nach Camphill um, wo er sich insbesondere der heilpädagogischen Arbeit mit spastisch gelähmten Kindern widmete. Nach Uneinigkeiten ging er dann nach Devonshire (Südengland) in ein Heim für schwererziehbare Kinder und Jugendliche und kehrte daran anschließend nach Deutschland zurück. Zunächst trat er eine Stelle für künstlerische Therapie im Unteren Bad in Bad Liebenzell an und gründete 1958 dann die Heimschule Brachenreuthe, wodurch die Camphill-Bewegung in Deutschland Fuß fassen konnte. Da Willi Seiß der autoritären Struktur der Camphill-Bewegung gegenüber kritisch eingestellt war, wurde er schließlich von Karl König abgesetzt.
Über Stefan Lubienski lernte Willi Seiß das Werk von Valentin Tomberg kennen. Um dieses Werk vor Diffamierungen zu schützen und der Öffentlichkeit zugänglich zu machen, gründete er den Achamoth-Verlag und begann mit der Herausgabe der Manuskripte.
Er widmete sich dann der Erforschung des Zusammenhangs der Chakren aus christlicher Sicht. Rudolf Steiner hatte hierzu schon Grundlagen bereitgestellt, die von Valentin Tomberg weiter ausgebaut wurden. Willi Seiß griff diese Vorarbeiten auf und führte sie in seinem Hauptwerk, dem Chakra-Werk, weiter. Neben einer Reihe von Veröffentlichungen lehrte er an der von ihm gegründeten Freien Hochschule am Bodensee (FHaB) in Taisersdorf, die 2011 in Freie Hermetisch-christliche Studienstätte am Bodensee umbenannt wurde.
Während der letzten Jahre forschte Willi Seiß zu den geistigen Hintergründen von Hieronymus Bosch und begann mit der Herausgabe des Vaterunser-Kurses, den Valentin Tomberg während des Zweiten Weltkrieges in Holland gehalten hatte.
Willi Seiß veröffentlichte immer wieder Ergebnisse seiner eigenen, geistigen Forschung. Dabei kritisierte er wiederholt bestimmte Entwicklungen der Anthroposophischen Gesellschaft und auch Versuche, durch Verfälschung das Werk Valentin Tombergs einer katholischen Leserschaft näherzubringen.

## Werke
- Chakra-Werk. Okkulte Unterrichtsbriefe. Der Weg der höheren Erkenntnisse auf der Grundlage der Chakra-Kunde. Loseblattausgabe. Achamoth, Owingen-Taisersdorf 1991ff, ISBN 3-923302-06-1
- Kampf und Widerstand gegen eine geisteswissenschaftlich erforschte Christologie und Christosophie und gegen deren Verfasser Valentin Tomberg. Teil A: Ein Beitrag zur Klärung der Zusammenhänge – die Jesuitenfrage. Achamoth, Owingen-Taisersdorf 1996, ISBN 3-923302-10-X
- Der Kampf gegen Valentin Tomberg und seine geisteswissenschaftlich erforschte Christosophie. Dokumentiert anhand des Briefwechsels zwischen Valentin Tomberg und Marie Steiner. Teil B: Briefwechsel. Achamoth, Owingen-Taisersdorf 1999, ISBN 3-923302-11-8
- Untersuchungen zu Rudolf Steiners Schulungswerk sowie den Erkenntnisquellen Valentin Tombergs. Achamoth, Taisersdorf 2001, ISBN 3-923302-17-7
- Okkulte Erkenntnisse über die Anthroposophische „Bewegung“. Der innere Auftrag der Anthroposophie sowie der geistige Inhalt des „Neuen Christentums“. Achamoth, Taisersdorf 2004, ISBN 3-923302-22-3
- Die Passion Christi als Urbild des hermetischen Einweihungsweges. Vortrag. Achamoth, Taisersdorf 2005, ISBN 3-923302-29-0
- Der Verlust der Allgemeinen Anthroposophischen Gesellschaft. Das Geschehen am Tage vor der Weihnachtstagung am 23. Dezember 1923 (mit Harald Giersch). Achamoth, Taisersdorf 2007, ISBN 978-3-923302-25-3